# Sabat czarownic (obraz Francisca Goi 1798)
Sabat czarownic lub Wielki Kozioł (hiszp. El Aquelarre lub El gran cabrón) – obraz hiszpańskiego malarza Francisco Goi znajdujący się w kolekcji Muzeum Lázaro Galdiano. Należy do cyklu sześciu obrazów gabinetowych o wymiarach ok. 43 × 30 cm, których tematem są czary. Obrazy nie tworzą razem jednej historii, nie mają też wspólnego znaczenia, dlatego właściwa jest interpretacja każdego z osobna. Cała seria była własnością książąt Osuny i zdobiła ich letnią rezydencję Alameda de Osuna. Oprócz Sabatu czarownic do serii należą: Lot czarowników, Lampa diabła, Urok, Kuchnia czarownic oraz Kamienny gość. Obecnie cztery obrazy znajdują się w różnych kolekcjach publicznych, jeden w kolekcji prywatnej, a ostatni jest uznawany za zaginiony.

## Okoliczności powstania

### Mecenat książąt Osuny
W początkach swojej kariery w Madrycie Goya pracował głównie dla Królewskiej Manufaktury Tapiserii, jednocześnie poszerzając swoją prywatną klientelę wśród stołecznej arystokracji i burżuazji. Ważnymi mecenasami malarza zostali książęta Osuny: Pedro Téllez-Girón i jego żona María Josefa Pimentel. Należeli do intelektualnych elit i czołowych przedstawicieli hiszpańskiego oświecenia. Wspólnie organizowali wieczory dyskusyjne, na które zapraszano wybitnych ilustrados. Aktywnie wspierali kulturę; zgromadzili pokaźną bibliotekę, a w swojej rezydencji organizowali przedstawienia teatralne. Roztaczali mecenat nad naukowcami i artystami epoki, do których oprócz Goi należał m.in. Leandro Fernández de Moratín. W latach 1785–1817 Goya namalował dla nich około 30 dzieł – portrety patronów i ich dzieci, sceny religijne i obrazy gabinetowe. Nabyli także pierwsze edycje rycin z serii Kaprysy. Po śmierci księcia w 1807 malarz kontynuował pracę dla wdowy po nim, m.in. portretując dorosłe córki i synów pary książęcej.

### Alameda de Osuna
W 1783 książę Osuny nabył tereny i budynki w położonej na północny wschód od Madrytu miejscowości La Alameda, gdzie zamożne rodziny spędzały lato, odpoczywając od miejskiego gwaru. Liczne projekty rozwojowe, zlecone i wdrażane przez księcia, przekształciły miejscowość, która wkrótce zmieniła nazwę na La Alameda de Osuna. W 1792 w posiadłości książąt funkcjonował już pałac, a z inicjatywy księżnej powstały także ogrody nazywane El Capricho. Książę Osuny nabył od Goi cykl sześciu obrazów o niewielkich rozmiarach do dekoracji nowego pałacu. Zachował się przesłany księciu rachunek z dnia 27 czerwca 1798 za „sześć dzieł o tematyce czarownic”, opiewający na sześć tysięcy reali de vellón.
Często przyjmuje się, że obrazy powstały na bezpośrednie zamówienie księżnej, nie ma na to jednak dowodu. Możliwe, że Goya przedstawił mecenasom gotowe dzieła, które odpowiadały ich gustom. Z tego powodu trudno stwierdzić, czy malarz wykonał je z myślą o konkretnym pałacowym pomieszczeniu, czy też ich lokalizacja została ustalona później. Wiadomo, że obrazy wisiały na pierwszym piętrze w przedpokoju prowadzącym do gabinetu księżnej, który nazywano gabinete de países. Historyk sztuki Frank Irving Heckes uważał, że to pomieszczenie mieściło bibliotekę książąt, dlatego Goya intencjonalnie zawarł w kompozycjach motywy literackie. María Isabel Pérez Hernández, która przeanalizowała inwentarz dóbr sporządzony w 1834 po śmierci księżnej, stwierdziła, że obrazy Goi znajdowały się wówczas w przedpokoju gabinetu de países, ale pozostałe meble i przedmioty z tego pomieszczenia nie wskazywały na to, by pełniło ono funkcję biblioteki. Dzieła Goi wraz z rycinami zostały do niej przeniesione dopiero około 1845.

Cykl Czary
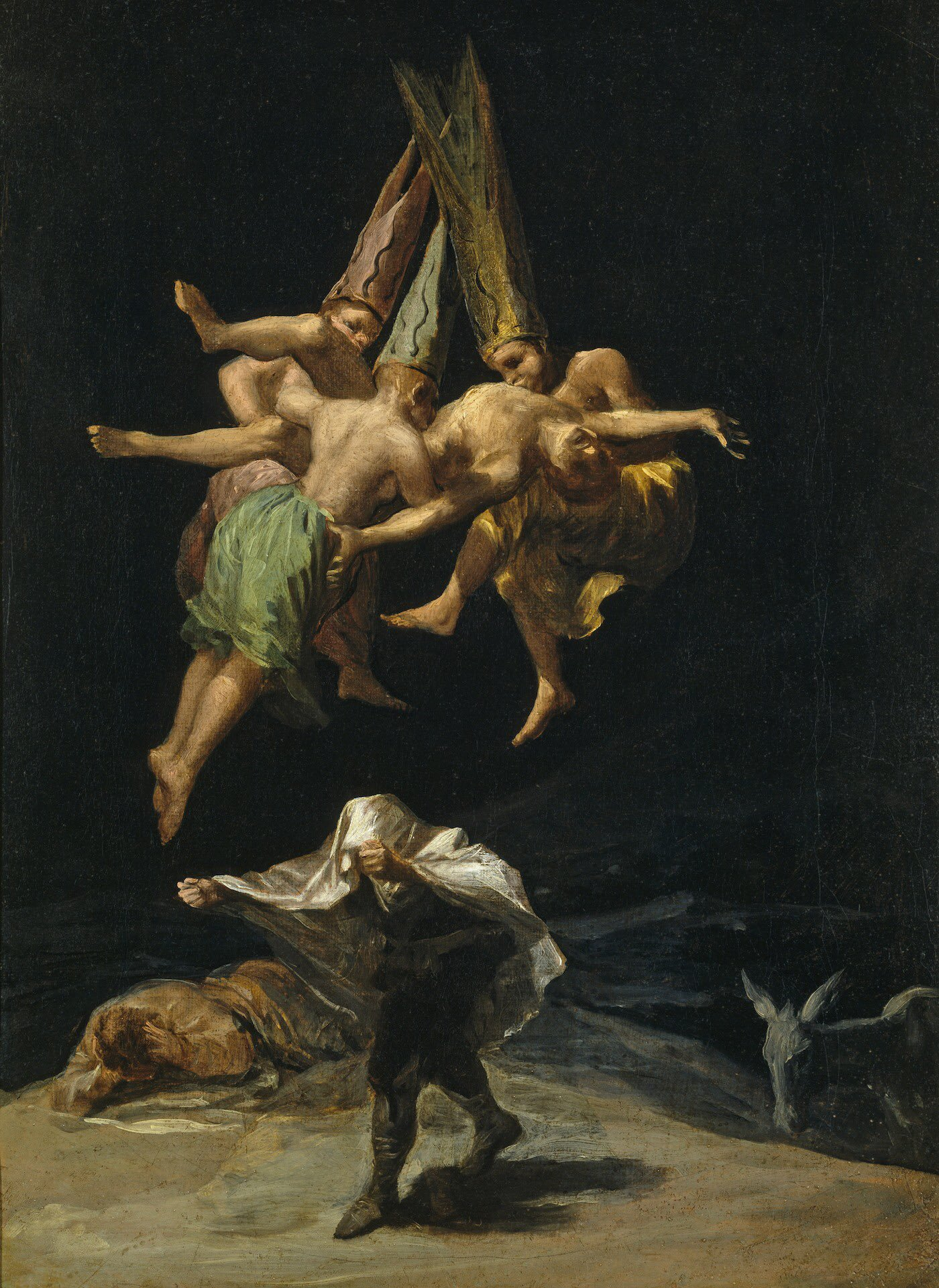
Lot czarowników
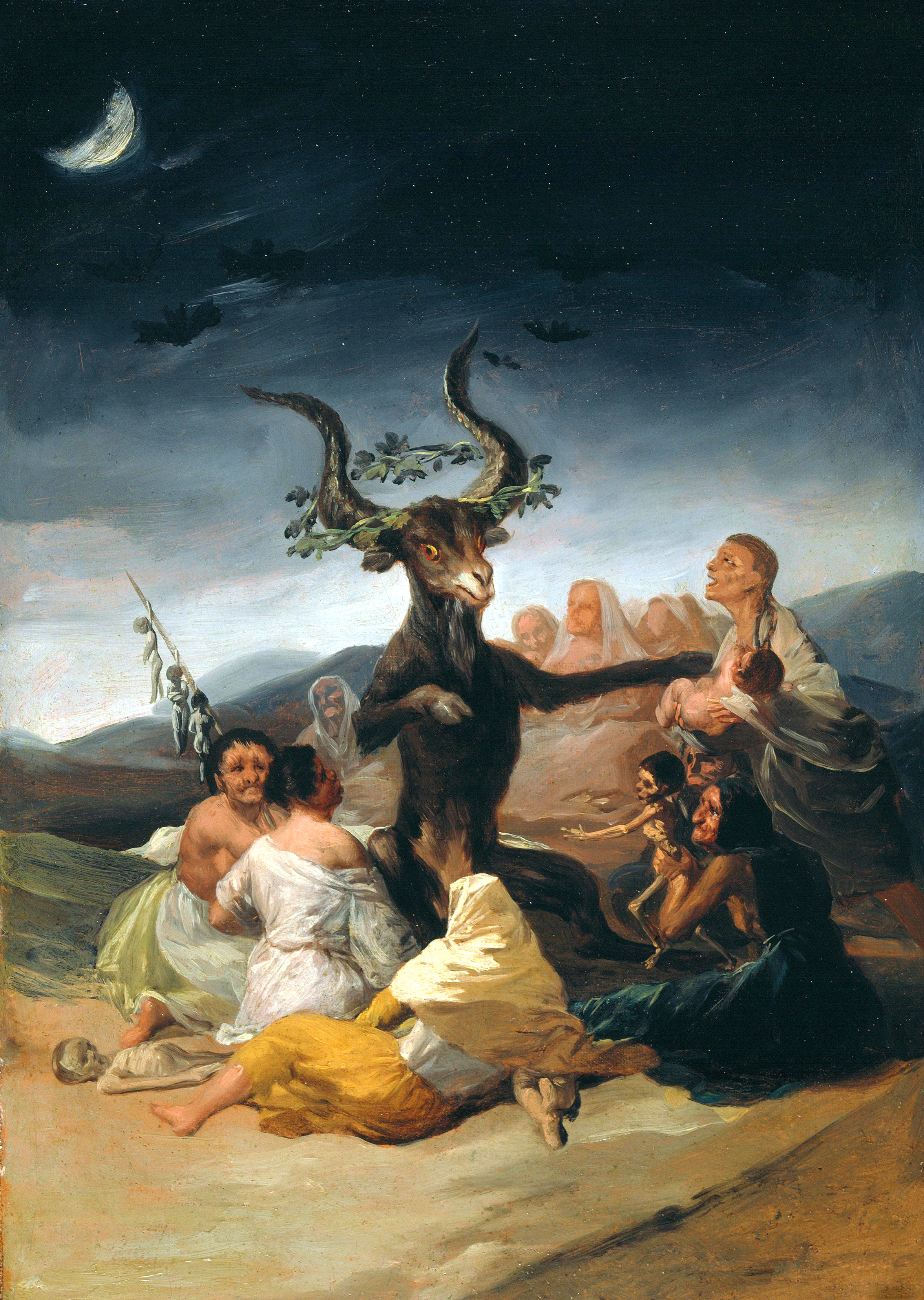
Sabat czarownic lub Wielki kozioł
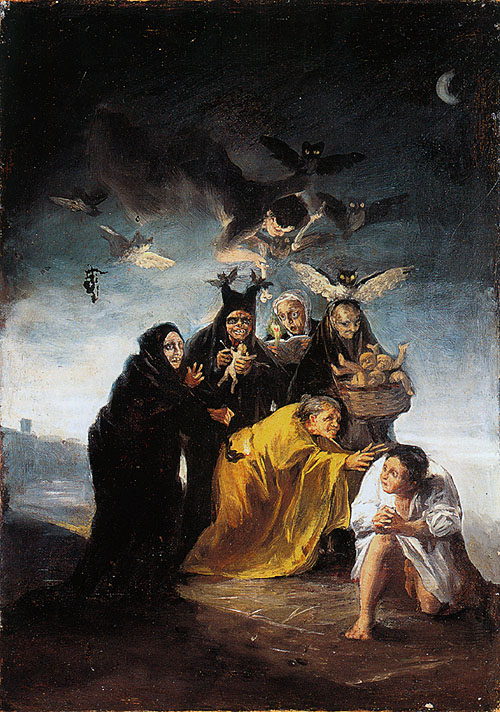
Urok
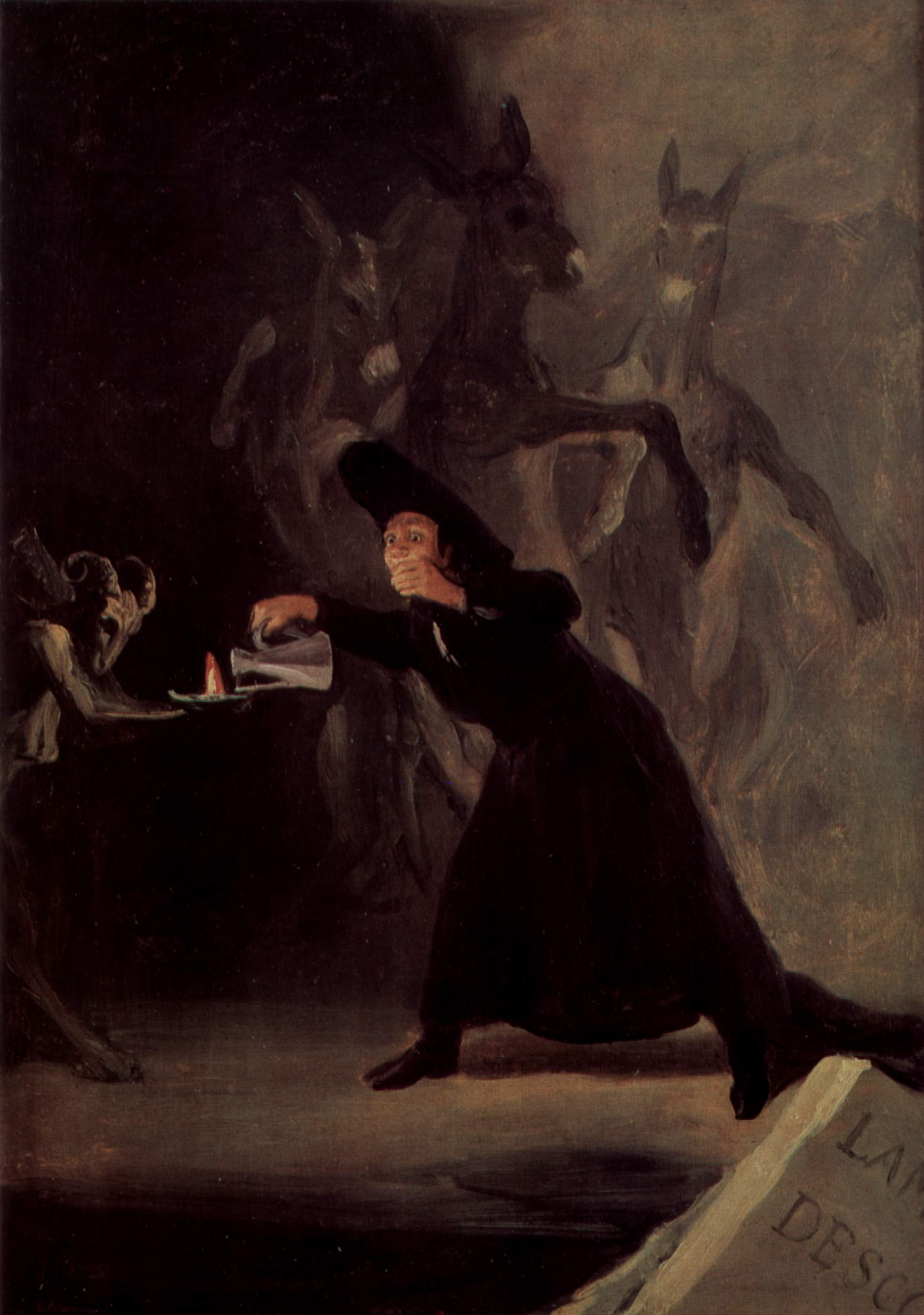
Lampa diabła
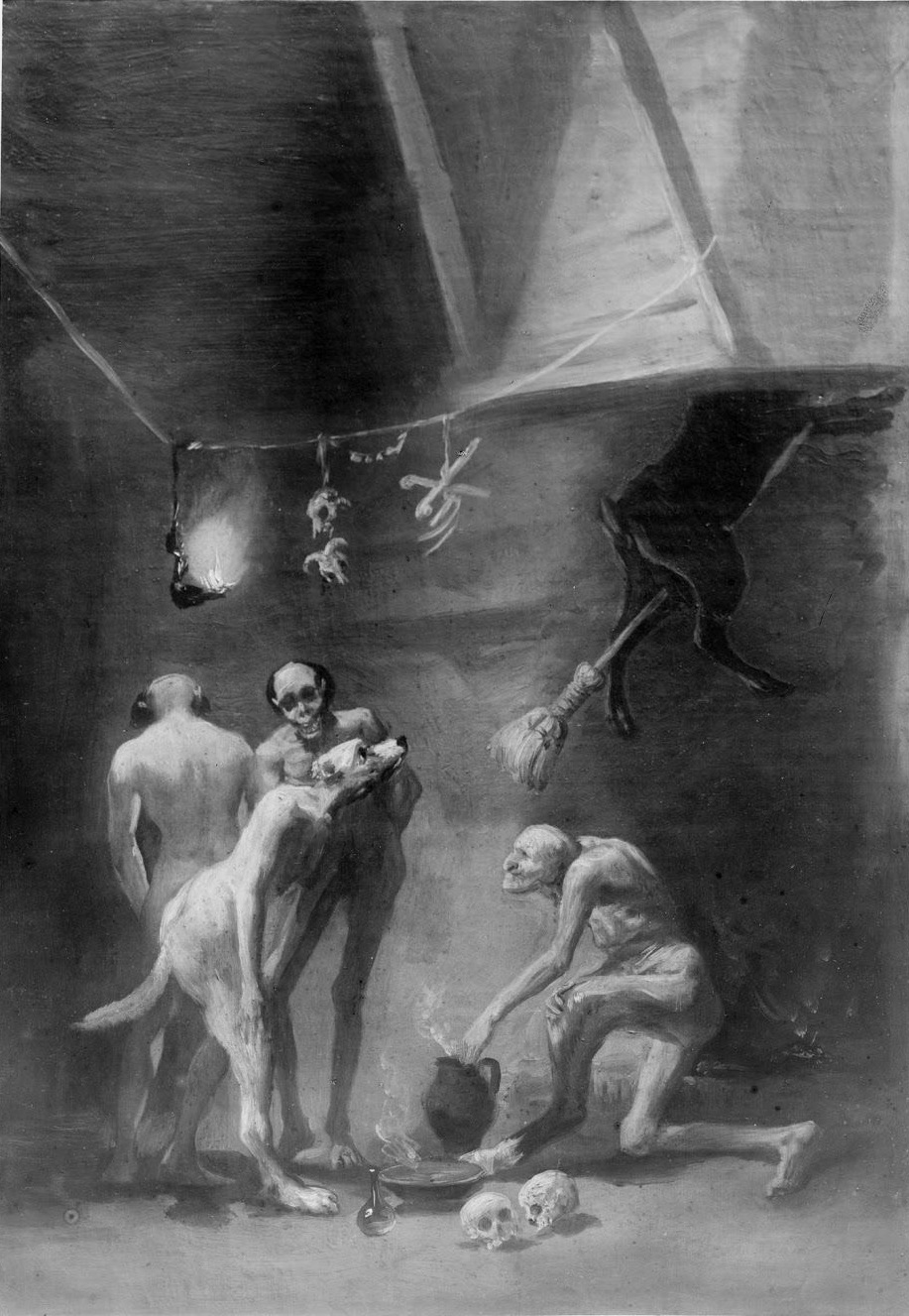
Kuchnia czarownic
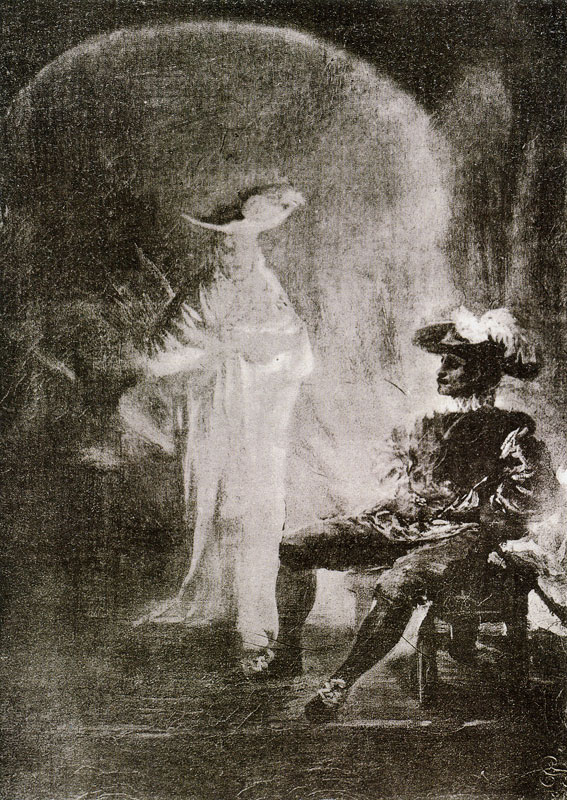
Kamienny gość

### Czary i gusła

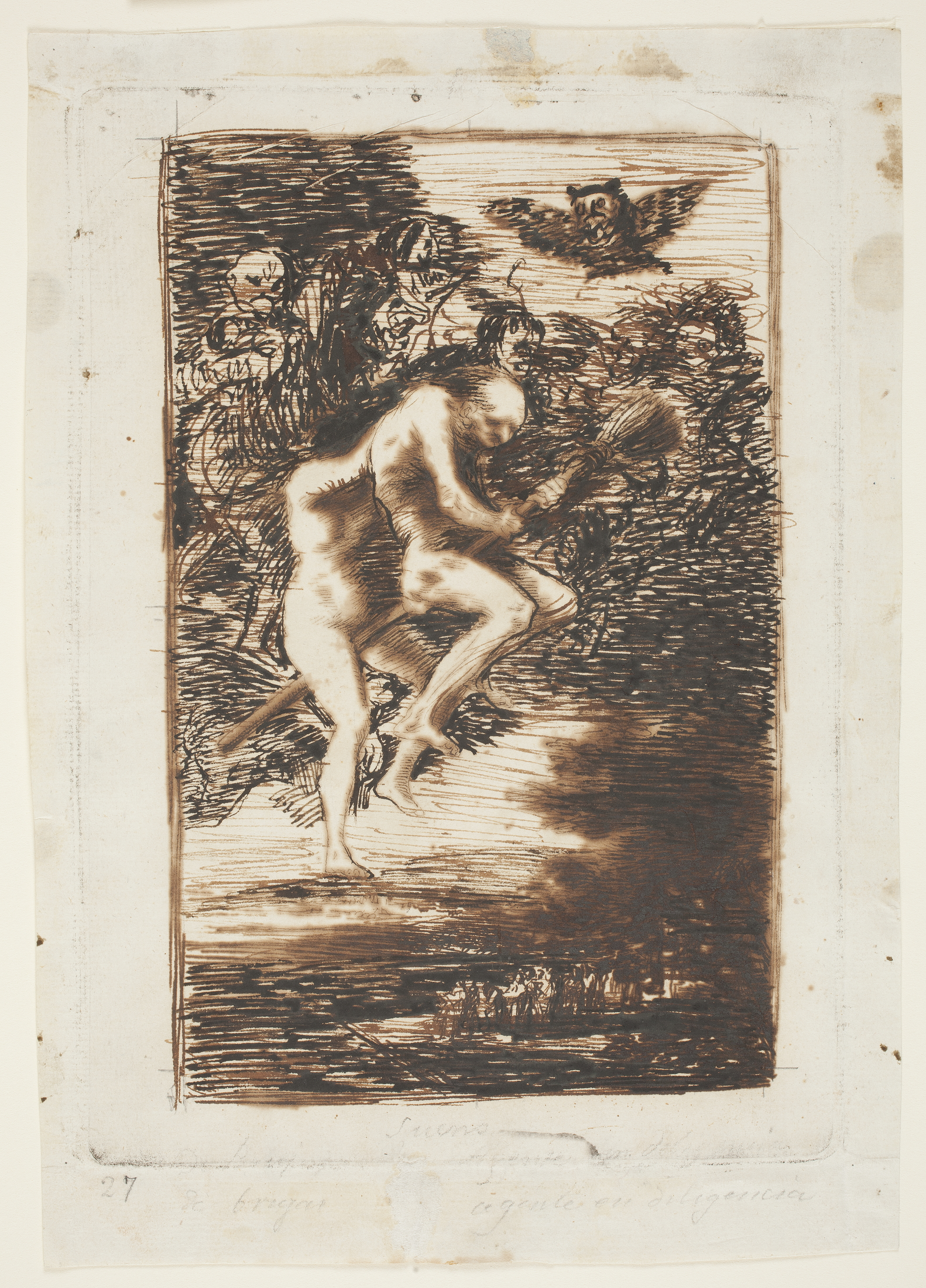
Rysunek ze zbioru „Sny” przedstawiający czarownice, ok. 1797

Tematem dzieł były czarownice i gusła, będące ważnym elementem hiszpańskiego folkloru. Ludowa wiara w czary i demony była powszechna, a dochodzenia i kary inkwizycji dodatkowo ożywiały i legitymizowały przesądy. Ten popularny motyw pojawiał się w sztuce, literaturze i teatrze, często pod postacią satyry. Inspiracją dla Goi były m.in. sztuki teatralne Antonia de Zamory, które mógł oglądać w prywatnym teatrze książąt. Oświecona szlachta (tzw. ilustrados), do której należeli książęta Osuny, nie wierzyła w czary, jednak fascynował ich temat czarnoksięstwa, zjawisk nadprzyrodzonych i związanej z nimi kultury plebejskiej. W bibliotece książąt znajdowały się pozycje dotyczące magii (m.in. Malleus Maleficarum, Diabeł kulawy), na których posiadanie mieli specjalne pozwolenie Świętego Oficjum. Matkę księżnej pasjonowała ezoteryka oraz powieści typu Wathek Williama Beckforda. Wielu oświeconych przyjaciół Goi należało do masonerii. Temat czarów miał podobny wpływ na Goyę, który deklarował niewiarę w czarownice i uważał się za sceptyka, ale bohaterami jego dzieł często były demony i postacie fantastyczne. Nie wiadomo, czy księżna Osuny zasugerowała Goi tematykę obrazów, czy powstały one dzięki jego własnej inwencji. Możliwe, że kiedy Goya pracował nad zleconym przez książęta Portretem generała José de Urrutii, miał okazję pokazać księżnej rysunki ze zbioru zatytułowanego „Sny”, w których podejmował temat czarów, aby ją zainspirować.

### Datowanie
Obrazy zostały namalowane najprawdopodobniej w latach 1797–1798, nie później jednak, niż wskazuje na to data wystawienia rachunku (27 czerwca 1798). Istnieją liczne tematyczne i kompozycyjne podobieństwa do serii rycin Kaprysy, nad którą Goya pracował w tym samym czasie. Kaprysy były satyrą na społeczeństwo hiszpańskie i krytyką fanatyzmu religijnego, inkwizycji i przesądów. José Gudiol datował cykl Czary na lata 1794–1795, przypadające na okres rekonwalescencji malarza po ciężkiej chorobie przebytej na przełomie 1792 i 1793 roku, w wyniku której kompletnie stracił słuch. Powoli wracając do pracy, Goya skupił się na malowaniu obrazów o niewielkich rozmiarach, wymagających mniej fizycznego wysiłku. Częściej malował także kompozycje dyktowane własną wyobraźnią, niepowielające istniejących wzorów i wolne od przyjętych ogólnie kanonów. Według historyka sztuki Moralesa y Marína ta seria została przez Goyę wystawiona w Królewskiej Akademii Sztuk Pięknych św. Ferdynanda w 1799, odnotowana w archiwum uczelni jako „sześć kaprysów”.

## Interpretacja
Rytuał sabatu czarownic, który Goya przedstawia na tym obrazie, odprawiano w oddalonym miejscu, na tzw. koźlej łące. Odbywał się trzy razy w tygodniu: w poniedziałki, środy i piątki. Zaczynał się o dziewiątej wieczorem i kończył z porannym pianiem koguta. W centrum przedstawionej sceny, która rozgrywa się w świetle księżyca, odbywa się rytuał czarów. Diabeł, przedstawiony pod postacią Wielkiego Kozła, przewodzi kręgowi czarownic. Niektóre z nich mają twarze przypominające czaszki, z płaskim czołem i złośliwym uśmiechem. Inne to młode, atrakcyjne kobiety lub staruchy-rajfurki. Kozioł jest czarny, o szarym pysku i czerwonych oczach, a jego rogi są wygięte na kształt liry i ozdobione nawiązującym do ikonografii Bachusa wieńcem z winorośli, dębu lub lauru. Wokół nich leżą ciała martwych dzieci i ludzkie płody, a kozioł domaga się kolejnej ofiary. Jest to aluzja do starego przekonania, że dzieci były dla szatana najcenniejszym trybutem. Być może są to dzieci porwane przez czarownice lub wyznawczynie diabła składają w ofierze własne potomstwo. Obecność płodów jest aluzją do aborcji praktykowanych przez rajfurki. Młoda kobieta wpatrzona w diabła z ustami otwartymi z zachwytu podaje mu zdrowego noworodka. Kozioł w geście aprobaty wyciąga w jego kierunku lewe kopyto. Starsza czarownica w ciemnoniebieskiej szacie podaje mu kolejne dziecko – wychudzone, przypominające szkielet. Kolejna wiedźma w żółtej spódnicy i białej chuście na głowie i ramionach również przyniosła dziecko w ofierze. Za plecami kozła inna wiedźma trzyma szare ciałka zabitych dzieci zawieszone na kiju, niczym myśliwi upolowane króliki. W tle widać grupę kobiet w białych szatach. W XVIII w. uważano, że loty czarownic i inne czary miały miejsce w snach i wyobraźni kobiet, a nie w rzeczywistości. Możliwe, że dlatego niektóre postaci są przedstawione w nocnych koszulach, podobnie jak postać na obrazie Urok. Półksiężyc skrzy się na ciemnym, niemal czarnym niebie, na którym nietoperze, zwierzęta nocy, melancholii i czarów, latają nad sceną. Reprezentują martwe czarownice i czarowników, którzy w noc sabatu wychodzą z grobów aby pić krew żywych. Wschodzący księżyc zwiastuje dzień, który rozpędza ciemności. Nocne ptaki i nietoperze odlatują i chowają się w cieniu.
Manuela Mena uważa, że kobiety nie odprawiają satanistycznego rytuału, a ich gesty wskazują, że oczekują uzdrowienia lub wskrzeszenia swoich chorych lub martwych dzieci. Kozioł wyciągający kopyto w kierunku zdrowego dziecka zdaje się je błogosławić. Scena przypomina tradycyjne polecanie dziecka opiece Matki Boskiej przez młode matki. Przypominające szkielet dziecko, które wyciąga rękę, może być nawiązaniem do wprowadzonej kilka lat wcześniej szczepionki na ospę, którą propagowały księżna Osuny i królowa Maria Ludwika.
Według Folkego Nordströma obraz może przedstawiać scenę zaczerpniętą z teatru. Światło padające na grupę czarownic i Wielkiego Kozła jest światłem księżyca ani jasnego horyzontu, ale pochodzi z ukrytego, ukośnego źródła z lewej strony. Prawy dolny róg obrazu zajmuje ciemnobrązowy trójkąt, który może być fragmentem pionowej ściany i frontalnej krawędzi teatralnej sceny. Grupa wokół kozła jest widoczna pod nieco innym kątem niż czarownice w tle. To może być dowód na istnienie dwóch przestrzeni: wyraźnej i bliskiej, gdzie rozgrywa się akcja, oraz dalszej o charakterze scenografii, a w tym przypadku to nocny krajobraz z kilkoma czarownicami w tle. Możliwe, że inspiracją dla tego dzieła była lektura tekstu O Auto de Fe de Logroño (1610), opatrzonego humorystycznymi notatkami przez przyjaciela Goi Fernándeza de Moratína. Pisarz pracował nad nim w 1797, a na podstawie jego dziennika wiadomo, że w 1798 kilkakrotnie spotkał się on z Goyą. Dzieło opowiada o tym, jak dwie siostry María Persona i María Joanto otruły swoje dzieci, aby spełnić prośbę diabła i złożyć mu je ofierze. Według ludowych wierzeń czarownice wysysały krew z dzieci, pozostawiając je tak słabymi, że nie dało się ich uratować. Nordström nie wyklucza także malarskiej inspiracji dla dzieła, chociaż temat sabatu czarownic nieczęsto występował w sztuce, pojawiał się raczej w iluminacji manuskryptów. Obraz, który otwarcie krytykuje przesądy i ignorancję, może być związany z niektórymi rycinami z serii Kaprysy: Ofiara mistrzowi (nr 47) i Próby (nr 60), na których również pojawiają się martwe niemowlęta i Wielki Kozioł.

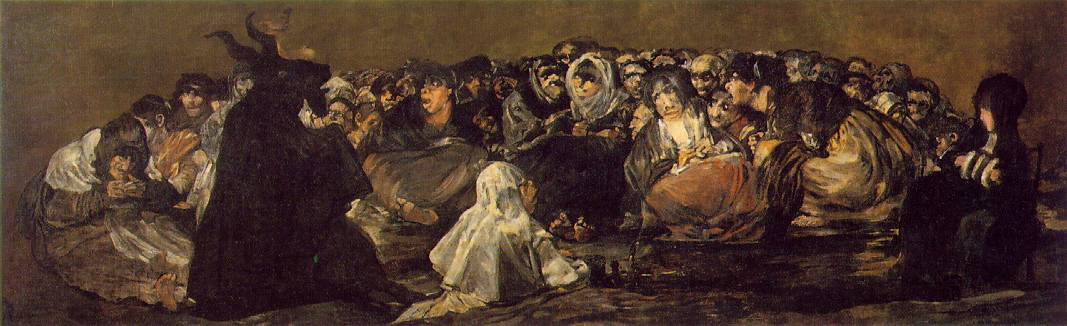
Sabat czarownic z około 1821 roku, jeden z czarnych obrazów.

Ta scena zasadniczo różni się od innych, mrocznych przedstawień czarownic autorstwa Goi. Pomimo przerażającego tematu ta scena może być odbierana jako komiczna, a nie dramatyczna. Wielki Kozioł jest bardziej śmieszny niż demoniczny, a kolorystyka jest jasna i harmonijna. Makabryczne elementy obrazu, takie jak zdeformowane twarze, martwe ciała dzieci i złowroga atmosfera, zostaną dodatkowo spotęgowane w późniejszych dziełach Goi, zwłaszcza w serii czarne obrazy (1819–1823). Goya powraca do tematu Wielkiego Kozła w obrazie Sabat czarownic, tym razem atmosfera i kolorystyka są znacznie mroczniejsze, a fizjonomie postaci przerażająco groteskowe.

## Technika
Technika malarska jest zbliżona we wszystkich sześciu obrazach z serii Czary. Pociągnięcia pędzlem są szybkie, przez co malarz osiąga większą ekspresywność. Nierealne światło wzmacnia dramatyzm kompozycji. Kobieta leżąca na pierwszym planie i odwrócona plecami do widza przypomina postać z szóstej strony szkicownika Goi tzw. cuaderno italiano. Szkic jest ćwiczeniem techniki malowania materiału panneggio bagnato, inspirowanym twórczością malarza i satyryka Salvatora Rosy. Dzieła tego artysty, który często poruszał tematy magiczne i nadprzyrodzone, mogły być znane Goi z jego pobytu we Włoszech (1769–1771).

## Inspiracje

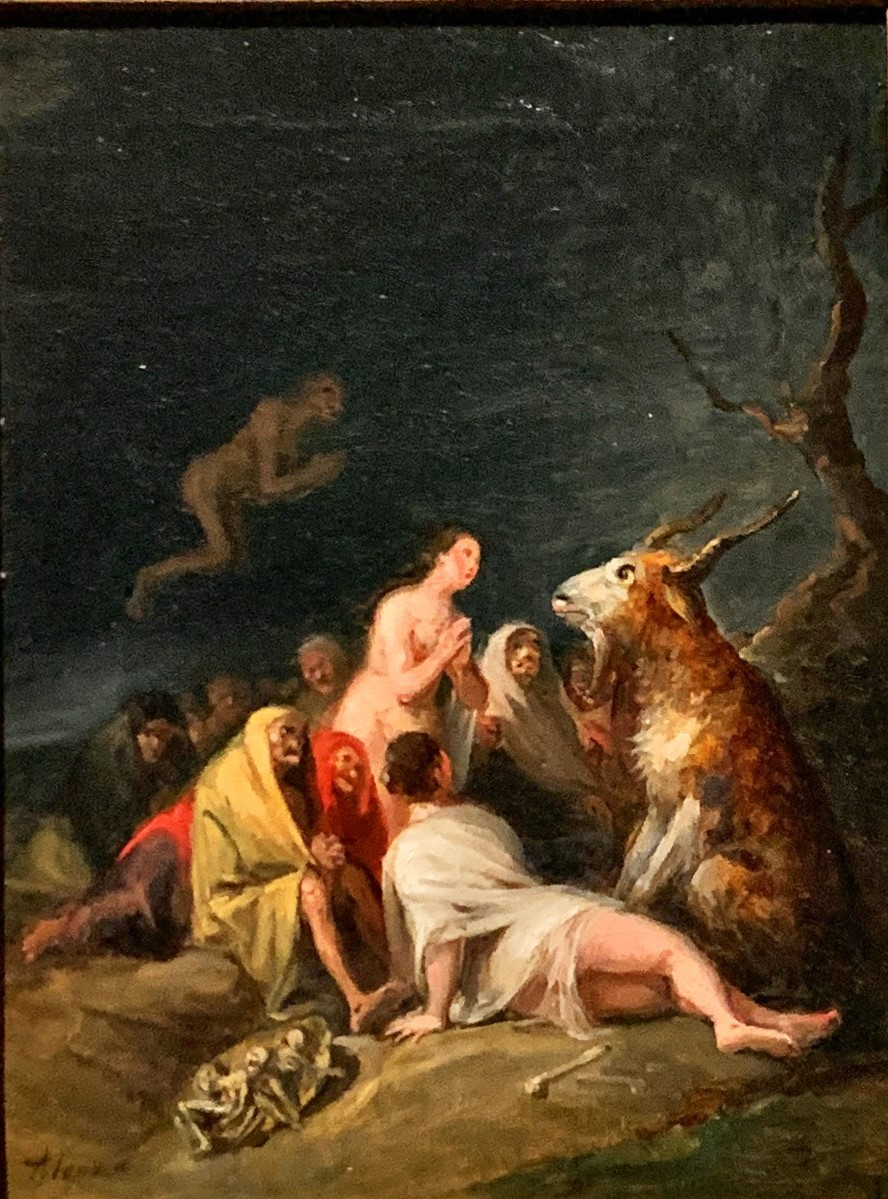
Sabat czarownic Leonarda Alenzy inspirowany dziełem Goi, ok. 1830–1845

Naśladowca Goi, malarz Leonardo Alenza namalował obraz wyraźnie inspirowany Sabatem czarownic, o takim samym tytule. Nie wiadomo, czy Alenza kiedykolwiek spotkał Goyę, ale jego twórczość świadczy o dokładnej wiedzy i podziwie dla jego dzieł. Prawdopodobnie miał okazję zobaczyć i studiować Sabat czarownic Goi w pałacu książąt Osuny, który pozostawał otwarty dla artystów do czasu sprzedaży w 1886. Obraz Alenzy powstał w latach 1830–1845. Kompozycja w jego wariacji jest bardzo podobna, chociaż kozioł jest mniej dominujący. Postać lecąca nad kręgiem postaci jest zapożyczona z innego dzieła Goi.
Do obrazów Goi przedstawiających krąg czarownic nawiązuje utwór Jacka Kaczmarskiego „Sabat czarownic” z 1978 roku.

## Proweniencja
Majątek książąt Osuny został w dużej części roztrwoniony przez ich spadkobierców, zwłaszcza XII księcia Osuny Mariana Télleza-Giróna. W 1896 w Madrycie odbyła się publiczna licytacja posiadłości i kolekcji dzieł sztuki należących do rodziny. Obrazy z cyklu Czary trafiły wtedy do różnych właścicieli. Sabat czarownic i Urok należały do Rodriga de Figueroy y Torresa I księcia de Tovar, od którego w 1928 zakupił je José Lázaro Galdiano.